# Lucido Parocchi
Lucido Maria Parocchi (Mantua, 13 augustus 1833 - Rome, 15 januari 1903) was een Italiaans geestelijke en kardinaal van de Rooms-Katholieke Kerk.
Parocchi bezocht het seminarie in Mantua en behaalde aan het Collegio Romano een doctoraat in de godgeleerdheid. Hij werd op 17 mei 1856 priester gewijd. Hij werd hierna professor aan het seminarie van Mantua. Ook was hij aartspriester van de kathedraal aldaar. In 1871 werd hij benoemd tot huisprelaat van de paus en in datzelfde jaar richtte hij het tijdschrift La Scuola Cattolica op.
Paus Pius IX benoemde hem, nog weer later dat jaar, tot bisschop van Pavia. In 1877 werd hij aartsbisschop van Bologna Tijdens het consistorie van 22 juni van dat jaar werd hij door Pius IX kardinaal gecreëerd. Hij kreeg de San Sisto als titelkerk. Kardinaal Parocchi nam deel aan het conclaaf van 1878 dat leidde tot de verkiezing van paus Leo XIII. In 1882 benoemde deze hem tot kardinaal-vicaris van het bisdom Rome. In 1884 werd hij camerlengo. In 1886 maakte Leo hem kardinaal-bisschop van het suburbicair bisdom Albano. In datzelfde jaar werd hij secretaris van de Congregatie voor de Universele en Romeinse Inquisitie, hetgeen hij tot zijn dood zou blijven. In 1896 werd hij kardinaal-bisschop van Porto-Santa Rufina.
Parocchi werd begraven in de kapel van de Congregatie voor de Voortplanting des Geloofs op Campo Verano.

## Bron
- Biografische aantekening, met foto, op The Cardinals of the Holy Roman Church

- Bibliothèque nationale de France: cb13003587k (data)
- Catàleg d'autoritats de noms i títols de Catalunya: 981058515612406706
- Gemeinsame Normdatei: 173262198
- International Standard Name Identifier: 0000 0001 0891 7874
- Library of Congress Control Number: no2020064683
- Nederlandse Thesaurus van Auteursnamen: 070540764
- Réseau des bibliothèques de Suisse occidentale: 02-A003671731
- Istituto Centrale per il Catalogo Unico: UBOV066996
- Système universitaire de documentation: 132647435
- Virtual International Authority File: 41973857